# Raionul Jîdaciv, Liov
Jîdaciv (în ucraineană Жидачівський район, transliterat: Jîdacivskîi raion) este un raion în regiunea Liov, Ucraina. Reședința sa este orașul Jîdaciv.

## Demografie
Componența lingvistică a raionului Jîdaciv
     Ucraineană (99,27%)
     Alte limbi (0,61%)
Conform recensământului din 2001, majoritatea populației raionului Jîdaciv era vorbitoare de ucraineană (99,27%), existând în minoritate și vorbitori de alte limbi.